# Escamoles

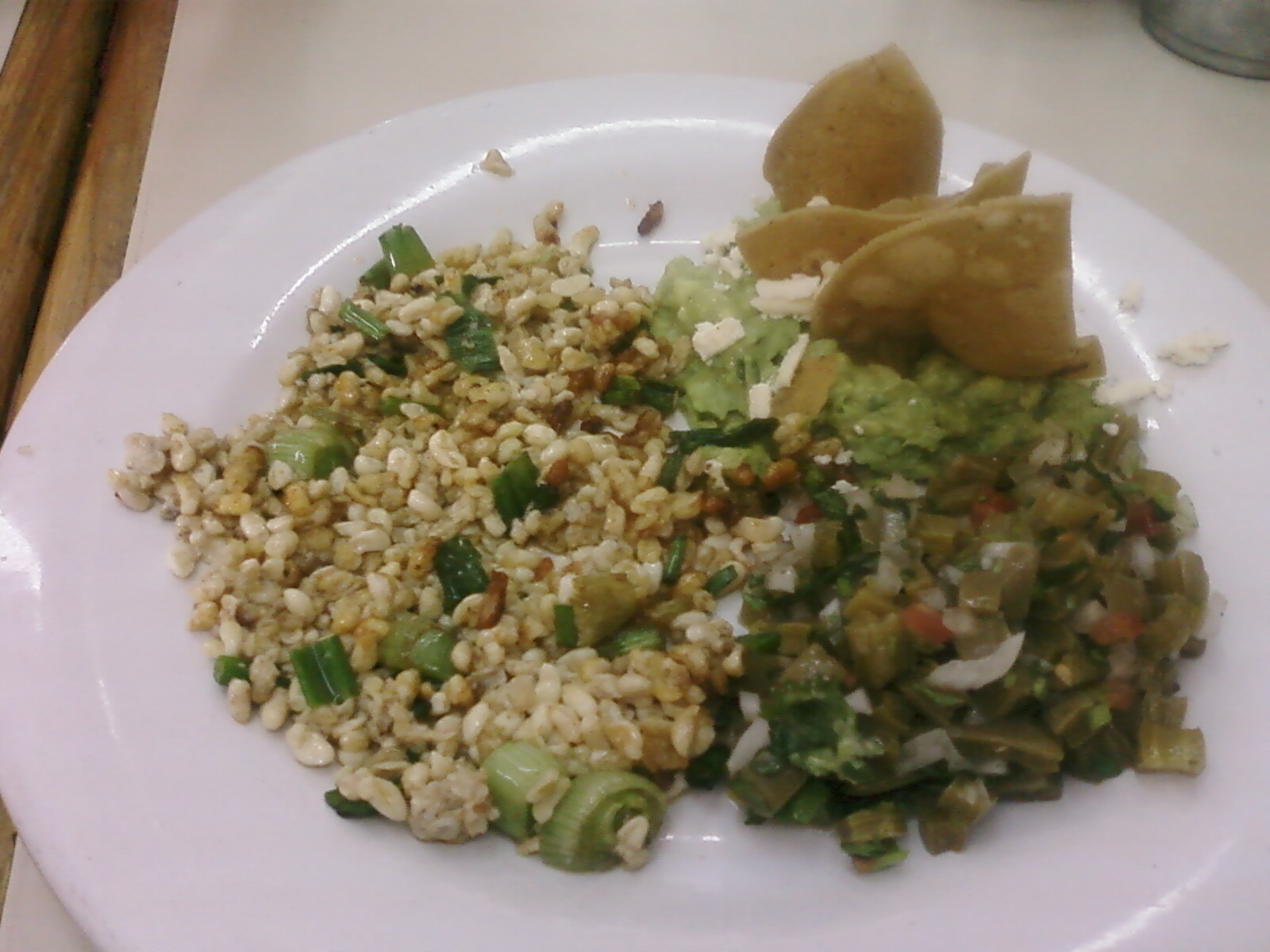
Smörstekta myrägg

Escamoles (spanska) är en mexikansk delikatess anrättad av smörstekta myrägg från arten Liometopum apiculatum. Det är ägg från myror som bor och livnär sig på nopalkaktus, agave eller trädet schinus molle. Den är speciellt uppskattad i delstaten Hidalgo. Säsongen för escamoles är augusti till oktober och de ätes ofta som taco.